# Парпурівський
Парпурівський (Порпурівський) — пасажирський залізничний зупинний пункт Жмеринської дирекції Південно-Західної залізниці, розташований на лінії Козятин I — Жмеринка між станціями Вінниця (7 км) та Тюшки (4 км). Відстань до ст. Жмеринка — 40 км.
Відкритий 1951 року. Розташований на південній околиці міста Вінниці.

## Галерея

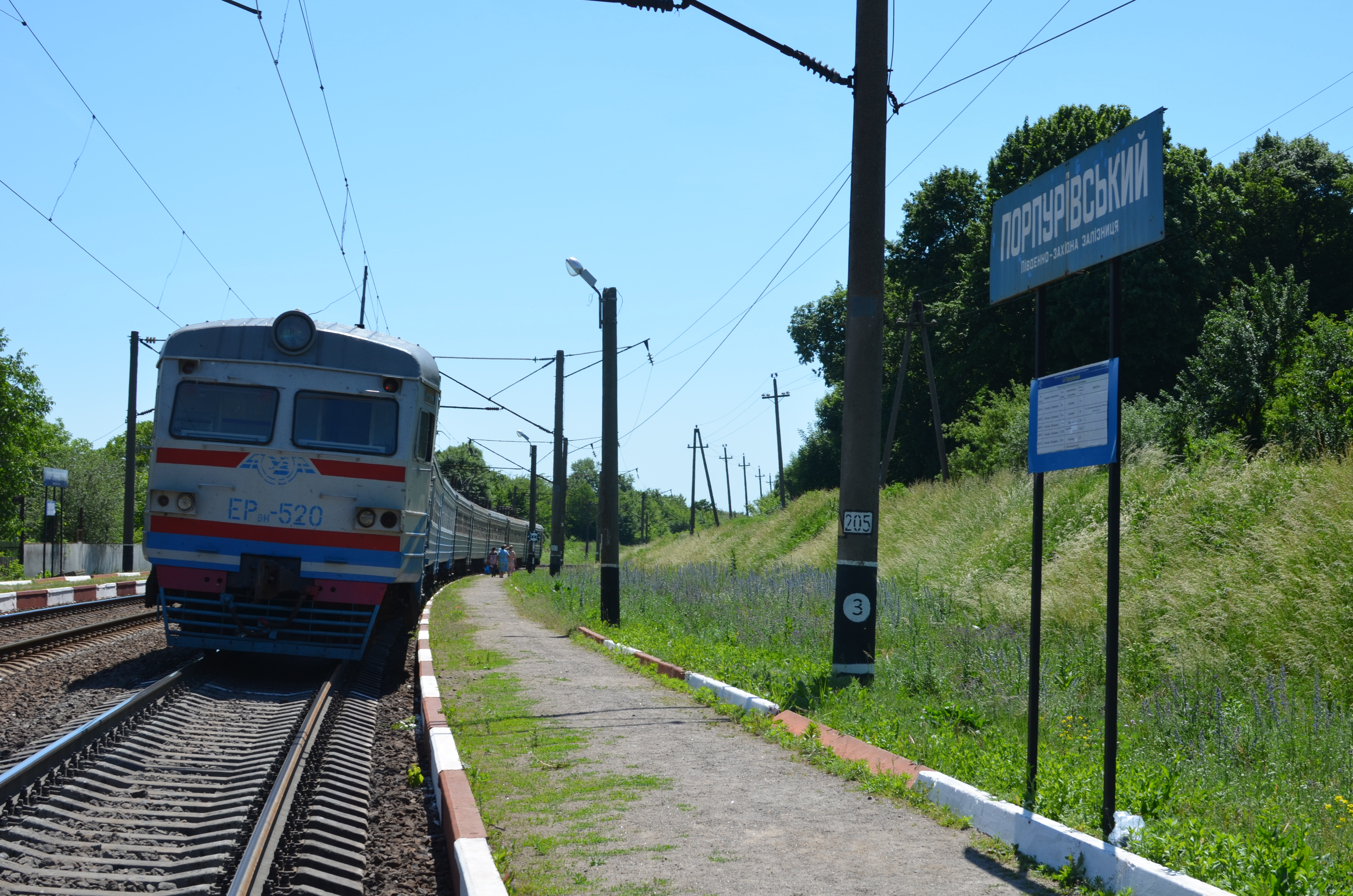
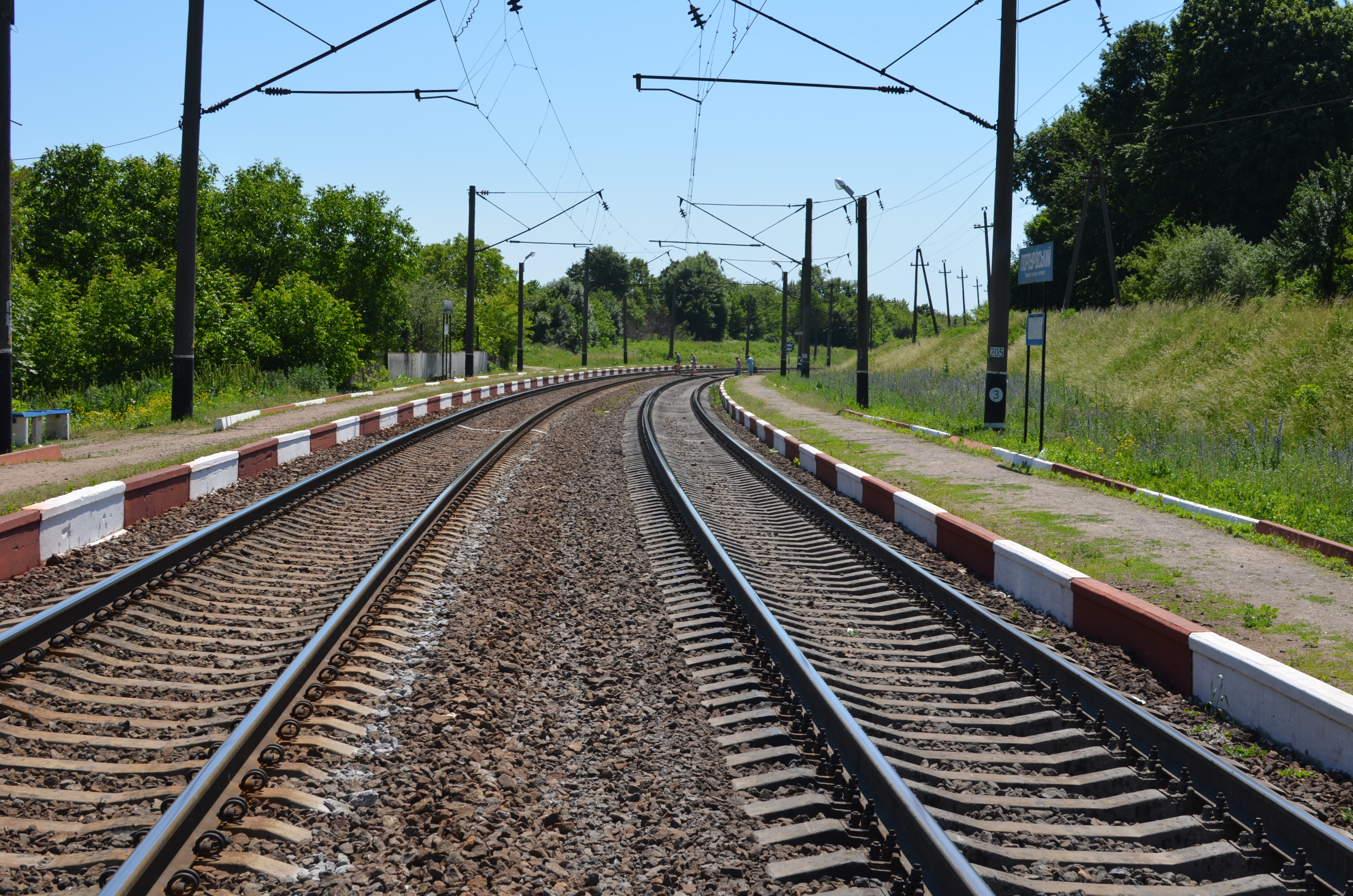